# Kurzschrift Orchesterbesetzung
Die Kurzschrift in der Besetzung eines klassischen Sinfonieorchesters erlaubt es, insbesondere die erforderliche Bläserbesetzung eines Werkes übersichtlich zu machen. Die Kurzschrift richtet sich nach der Aufstellung der Instrumente in der klassischen Orchester-Partitur, gelesen von oben nach unten.
Dazu wird das Orchester in vier Gruppen unterteilt und in folgender Reihenfolge angegeben:
- Holzbläser: Flöten, Oboen, Klarinetten, Fagotte
- Blechbläser: Hörner, Trompeten, Posaunen, Tuba
- Pauken, Schlagwerk, Klavier, Harfe etc.
- Streicher: Violine 1, Violine 2, Bratschen, Violoncelli, Kontrabässe

Es gibt kein einheitliches System, um Abweichungen von der Standardbesetzung zu notieren. Die folgenden Beispiele zeigen gebräuchliche Lösungen.

## Beispiele
| Kurzschrift | Bedeutung | Bemerkungen |
| --- | --- | --- |
| 2, 2 – 4, 2, 3, 1, timp, str                                                                                         | 2 Flöten, 2 Oboen, 2 Klarinetten, 2 Fagotte – 4 Hörner, 2 Trompeten, 3 Posaunen, 1 Tuba, Pauken, Streicher | Standardbesetzung eines Werkes für großes Orchester. |
| 2, 0, 2 – 2, 0, 0, timp, str                                                                                         | | Typische Besetzung der Wiener Klassik. Nicht verwendete Instrumente werden mit einer Null gekennzeichnet. |
| 3, 3 – 4, 2, 3, 1, timp, 14/12/10/8/6                                                                                | | Auch die Streicherbesetzung wird oft mit Zahlen angegeben. Hier eine spätromantische Orchesterbesetzung mit einem großen Streicherapparat (14 erste Geigen, 12 zweite Geigen, 10 Bratschen, 8 Celli, 6 Kontrabässe). Die Staffelung/Verhältnis der Anzahl der Instrumente zueinander ist aus akustischen Gründen seit der Wiener Klassik gleich geblieben, eine kleine Streicherbesetzung würde demnach z. B. 8/6/4/3/2 lauten.               |
| 3(Picc.AFl).3(Eh.Heckelphon).3(Klar[Es].Kb-Klar).3(KFg). – 4.3.3.0. – Pk.Schl(3) – Klav.Akk.Cel – Str: 14.12.10.8.6. | 3 Flöten (darunter auch Piccoloflöte und Altflöte), 3 Oboen (darunter auch Englischhorn und Heckelphon), 3 Klarinetten (darunter Es-Klarinette und Kontrabass-Klarinette), 3 Fagotte (darunter ein Kontrafagott) – 4 Hörner, 3 Trompeten, 3 Posaunen, keine Tuba – Pauke, 3 Schlagzeuger – Klavier, Akkordeon, Celesta – Streicher: 14 erste Violinen, 12 zweite Violinen, 10 Bratschen, 8 Violoncelli, 6 Kontrabässe | Besonders bei neueren Werken ist angegeben, wenn Spieler zwischen Instrumenten „alternieren“, also wechseln. |
| 2, 2d1, 2, 2, alto sax – 4, 4, 3, 0, timp, perc, hp, str                                                             | 2 Flöten, 2 Oboen (einer auch Englischhorn), 2 Klarinetten, 2 Fagotte, Alt-Saxophon – 4 Hörner, 4 Trompeten, 3 Posaunen, Pauken, Schlagzeug, Harfe, Streicher | Instrumente, die nicht zum Standard gehören und keinem Instrument des Standards im engeren Sinne verwandt sind (z. B. Saxophon), werden hinter der jeweiligen Gruppe notiert, hier aus Georges Bizet: Arlésienne-Suite Nr. 1. |
| Sr-2224-4000-22 Zusatz: 2Hf Pic Streicherbesetzung: 2-7-6-1-4                                                        | Streicher – 2 Flöten, 2 Oboen, 2 Klarinetten, 4 Fagotte – 4 Hörner – Pauken, sonst. Schlagzeug Zusätzliche Instrumente: 2 Harfen, Piccoloflöte Streicherbesetzung: 2 × 1. Violine, 7 × 2. Violine, 6 Bratschen, 1 Violoncello, 4 Kontrabässe | Der Besetzungsschlüssel für das Aufführungsmaterial von: Louis Hector Berlioz: Sinfonie op.17, Romeo und Julia, daraus Scherzo "Königin Mab oder die Fee der Träume" im Notenkatalog des Bundesverbandes Deutscher Liebhaberorchester e. V. (BDLO) Im Bibliothekskatalog kann der angemeldete Nutzer direkt nach einem Schlüssel suchen, der zu seinem Orchester passt und dabei auch Platzhalterzeichen für eine beliebige Anzahl verwenden. |
| 2(Picc)Picc2(EH)22-4231-14(Tri/Tamb/KlTr/GrTr/Beck/Tam-Tam) – Hrf – Str                                              | 2 große Flöten (davon eine alternierend Piccolo), 1 Piccoloflöte, 2 Oboen (davon eine alternierend Englischhorn), 2 Klarinetten, 2 Fagotte, 4 Hörner, 2 Trompeten, 3 Posaunen, Tuba, Pauken, 4 Schlagwerker (eingesetzte Instrumente: Triangel, Tamburino, Kleine Trommel, Große Trommel, Becken, Tam-Tam), Harfe, Streicher                                                                                          | Der Besetzungsschlüssel für das Aufführungsmaterial von: Nikolai Rimski-Korsakow Scheherazade, op. 35 |

Wenn Solisten oder ein Chor zum Stück gehören, so stehen diese in der Partitur zumeist über den Streichern. In der Kurzschrift werden die Instrumentalsolisten jedoch nicht einbezogen. Bei Orchesterwerken mit Chor und Gesangssolisten werden diese gelegentlich in der Kurzschrift mit erfasst, wobei die Gesangsstimmen mit Buchstaben entsprechend ihrer Stimme und nicht wie die Orchesterstimmen mit Ziffern angegeben werden.
| Kurzschrift                         | Bedeutung | Bemerkungen                                                          |
| ----------------------------------- | --- | -------------------------------------------------------------------- |
| SoloSSATTB-ChorSATB-2222-4231-1-Str | - Gesangssolisten: zwei Sopranistinnen, eine Altistin, zwei Tenöre, ein Bass - Chor: Sopran, Alt, Tenor, Bass - Orchesterbesetzung: je zwei Flöten, Oboen, Klarinetten und Fagotten, vier Hörnern, zwei Trompeten, drei Posaunen, einer Tuba, Pauke und Streicher | Beispiel eines Werkes mit Gesangssolisten, Chor und großem Orchester |